# سياو

سياو هو تميمة كأس العالم لكرة القدم 1990 الذي عقد في إيطاليا.
وهو عبارة عن عصا لها رأس وبها ألوان علم إيطاليا وهو يلعب كرة القدم.

## مقالات ذات صلة
- تمائم كأس العالم لكرة القدم
- كأس العالم لكرة القدم 1990